# Паровоз ПВ
Паровоз ПВ — пассажирский паровоз, строившийся Коломенским заводом с 1877 года для Либаво-Роменской железной дороги.
В 1879 году для Либаво-Роменской железной дороги паровозы серии ПВ № 51-60 выпустил Коломенский завод (заводской тип 25). Данные паровозы имели котел диаметром 1251 мм со 154 дымогарными трубами длиной 4235 мм и диаметром 45/50 мм, инжекторы Кертинга и винтовой механизм перемены хода. Как и однотипные с ними локомотивы серий ПБ и ПР, они позднее были оборудованы тормозами системы Вестингауза.
Паровозы работали на Привислинских и Варшаво-Тереспольских железных дорогах.